# 凯尔·戴克
凯尔·道格拉斯·戴克（英語：Kyle Douglas Dake，1991年2月25日—），美国男子摔跤运动员。他曾代表美国参加2020年夏季奥林匹克运动会摔跤比赛，获得男子自由式74公斤级铜牌。